# De Strijd (politieke partij)
De Strijd (Frans: La Lutte) was een Belgische trotskistische politieke partij die opkwam in het Brussels Hoofdstedelijk Gewest.

## Geschiedenis
Tijdens de Belgische federale verkiezingen van 2014 kwam de partij op met een lijst in de Kieskring Brussel-Hoofdstad. In totaal werden 213 stemmen behaald, wat niet voldoende was voor een zetel in het Brussels parlement. Lijsttrekster bij deze verkiezingen was Marie Schittecatte.

## Programma
Deze Brusselse politieke partij meende de belangen van de Brusselaars en van het Brussels Hoofdstedelijk Gewest te verdedigen. De partij streefde naar een verbod op ontslag en een herverdeling van arbeid. Daarnaast pleitte ze voor meer controle van werknemers in bedrijven en banken en een versterking van de index en nationalisatie van banken.